# キャッツドットコム
株式会社キャッツドットコムは、東京都港区白金に本社を置き、「真宝」を主とするサプリメントを対面販売方法（MLM)によって販売する企業。1999年8月に設立された。
βグルカンを主要成分とする真宝サプリメントをメインとする各種サプリメント販売企業。
βグルカン関連の特許取得に力を入れる。

## 会社概要
- 社名：株式会社キャッツドットコム
- 代表取締役：守屋祐生子
- 所在地：〒108-0071 東京都港区白金台2-7-7
- 創業：1999年8月
- 資本金：2,000万円

## 特許取得
- 特許番号4268105 β－グルカン含有組成物、その製造方法及び該組成物を含む飲食品若しくは皮膚用保湿剤
- 特許番号4369258 免疫賦活剤
- 特許番号4000078 皮膚用保湿剤
- 特許番号4054697 便秘改善剤及びそれを含有する飲食品

## 沿革
- 1999年-8月-プレオープン
- 1999年-10月-グランドオープン
- 2000年-6月-オリジナルブランド『真宝』発売
- 2000年-6月-会報誌「ねこしんぶん」創刊
- 2000年-10月-『真宝スペシャル』発売
- 2002年-5月-キャッツビューティーシリーズ発表会開催『洗顔石けん』、『化粧水』、『美容液』、『シャンプー』、『リンス』を発売
- 2002年-10月-『真宝EX』発売
- 2003年-5月-『リフティジェル』、『モイストエッセンス』、『ファンデーション』、『リップクリーム』を発売
- 2003年-10月-『徐福伝説』発売
- 2004年-5月-『真宝SS』発売
- 2004年-11月-新『徐福伝説』発売
- 2004年-11月-『フェイシャルオイル』、『洗顔フォーム』、『歯みがき』、『ニューウォッシュ』を発売
- 2005年-10月-『真宝シリーズ』全商品バージョンアップ
- 2006年-6月-『UVカットクリーム』、『トライアルセット』を発売
- 2006年-6月-とくとくマイルサービス開始
- 2006年-11月-韓国において黒酵母βグルカンの特許取得
- 2007年-6月-台湾において黒酵母βグルカンの特許取得
- 2007年-8月-日本において黒酵母βグルカンの特許取得
- 2008年-4月-『カシスオーレ』発売
- 2008年-6月-『ホワイトクロス』発売
- 2008年-7月-『バイオ糖鎖』発売
- 2008年-9月-株式会社アウレオ(親会社)の自社工場竣工
- 2008年-10月-『酸素日和』発売
- 2009年-1月-『ボディソープ』発売
- 2009年-4月-キャッツビューティーシリーズ・日用品価格改定
- 2009年-5月-『カラーリンス』発売
- 2009年-6月-『真宝スペシャル』価格改定
- 2009年-9月-日本において黒酵母βグルカンと乳酸菌の特許取得
- 2009年-12月-『真宝EX』価格改定
- 2010年-2月-創立10周年記念式典開催
- 2010年-11月-人材育成プログラム「ハッピーロード」導入

## 主な取り扱い品目
- 真宝シリーズ
- ホワイトクロス
- バイオ糖鎖

## 商品ラインナップ
- スマートグルカン
- 真宝
- 真宝スペシャル
- 真宝SS（スーパースペシャル）
- 真宝EX
- 徐福伝説
- カシスオーレ
- バイオ糖鎖
- ホワイトクロス